# Мистер Уолк
«Мистер Уолк» — советский рисованный мультфильм 1949 года режиссёра Виктора Громова, снятый по мотивам комедии Евгения Петрова «Остров мира». Типажи персонажей по рисункам Бориса Ефимова.

## Сюжет
Мистер Уолк, крупный делец и обладатель приличного состояния, решил удалиться от дел и наперекор близким поселиться на недавно купленном безымянном острове. Там он решил со своей семьёй укрыться от насилия в обществе и преследующей его угрозы надвигающейся войны.

Но редактор газеты, в погоне за сенсацией, подсылает замаскированных репортёров шпионить и докладывать всё о жизни семьи Уолков на острове.
Уолк решил не брать с собой на остров никакого оружия. После торжественного заселения острова, названного Островом Мира, глава семейства не разрешает скучающим и недовольным домашним включать радио, по которому говорят про оружие, его выводят из себя выстрелы охотничьего ружья сына.
Шпионящие репортёры тем временем случайно находят на острове нефть и радируют об этом на Большую землю. Вскоре на остров высаживаются вооружённые конкуренты, захватившие и застолбившие нефтеносные участки, и с оружием в руках отгоняющие семью Уолка и самого хозяина острова, которые снова стали алчными дельцами с жаждой наживы.

Мистер Уолк видит, что его неприкрыто и нагло грабят. Но у «миролюбивого» хозяина, оказывается, есть заранее взятый сейф с арсеналом оружия и радиостанцией. Он вызывает на помощь военный линкор «Ангел» с войсками и, вооружив всю свою семью, переименовывает свой остров из Острова Мира в военную и воздушную базу.

## Съёмочная группа
- сценарий — Владимира Длугача и Сергея Романова
- режиссёр — Виктор Громов
- ассистент режиссёра — Николай Фёдоров
- художник-постановщик — Владимир Дегтярёв
- типажи по рисункам — Бориса Ефимова
- музыка — Юрия Левитина
- оператор — Михаил Друян
- звукооператор — Николай Прилуцкий
- технический ассистент — Галина Любарская
- художники-мультипликаторы: Елизавета Комова, Лев Позднеев, Татьяна Фёдорова, Григорий Козлов, Фаина Епифанова, Борис Петин, Алла Соловьёва, Борис Чани, Валентин Лалаянц, Владимир Данилевич
- роли озвучивали: Георгий Милляр, Сергей Мартинсон, Юрий Хржановский

## Интересные факты
- В сцене поездки в автомобиле используется приём тотальной мультипликации.
- Аллитерация: мистер Уолк говорит «… где люди, как волки…»

## Видео
Мультфильм выпускался на DVD в сборниках мультфильмов: «Полёт на Луну» (сборник мультфильмов № 11, 2000-е).

## О мультфильме
В. А. Громов затеял «Мистера Уолка». Нужны были гротесковые, похожие на политшаржи типажи. В. А. пригласил Б. Ефимова — «специалиста по капиталистам». Верняк — прикрыться именем. Можно было взять художника и из своего арсенала. Но — «нет пророка в своём отечестве».

Впервые столкнувшись с незнакомой спецификой, Борис Ефимович стал в тупик. На помощь и консультацию Громов пригласил меня.

Я слабо помню содержание картины (кажется, по сценарию Е. Петрова «Остров» или «М-р Уолк»). Но там были «капиталист», «его ледя» и «daughter». Не знаю, помогла моя консультация или нет. Только здравомыслящий Борис Ефимыч, изобразив на трёх планшетах — с минимумом поворотов и ракурсов — три персонажа, бросил на плечи трудолюбивого Коли Фёдорова (ассистента В. Громова) все остальные заботы. Прикоснувшись к мультипликации, он бочком прирос к ней в качестве члена худсовета. На заседаниях его мы встречались часто и дружно.— Евгений Мигунов. «О, об и про…»

Начало холодной войны отмечено в памфлете режиссёра Виктора Громова на тему политических карикатур Бориса Ефимова «Мистер Уолк» (1949) — о том, как один безвредный капиталист отправляется с семьёй на далёкий райский остров. Там нет оружия, исключительно цветы и сонные обезьяны. Но лишь из недр начинает бить нефтяной фонтан, остров мира превращается в очаг войны. 
— Лариса Малюкова «СВЕРХкино» с. 349